# Gérald Beaudoin
Gérald A. Beaudoin, OC, OQ (* 15. April 1929; † 10. September 2008) war ein kanadischer Jurist und Politiker (Conservative Party).

## Leben und Karriere
Beaudoin war kanadischer Senator von 1988 bis 2004 für den Bezirk Rigaud. In den letzten Jahren lehrte er Verfassungsrecht an der Universität Ottawa. Zunächst saß er von 1988 bis 2004 als Progressive Conservative im Parlament, dann als Konservativer.